# Šarišské Jastrabie
Šarišské Jastrabie (mezi roky 1927–1948 Jastrabie, maďarsky Felsőkánya, do roku 1907 Jesztreb) je obec na Slovensku v okrese Stará Ľubovňa. Žije zde přibližně 1 600 obyvatel. První písemná zmínka o obci pochází z roku 1435. V obci je řeckokatolický chrám Zesnutí Přesvaté Bohorodičky.